# Lothair
Lothair este un oraș din Africa de Sud.